# Couladère
Couladère – miejscowość i gmina we Francji, w regionie Oksytania, w departamencie Górna Garonna.
Według danych na rok 1990 gminę zamieszkiwało 330 osób, a gęstość zaludnienia wynosiła 151 osób/km² (wśród 3020 gmin regionu Midi-Pireneje Couladère plasuje się na 737. miejscu pod względem liczby ludności, natomiast pod względem powierzchni na miejscu 1706.).